# Enid Markey
Enid Markey (Dillon, 22 febbraio 1894 – Bay Shore, 15 novembre 1981) è stata un'attrice statunitense.

## Filmografia
- The Fortunes of War, regia di Thomas H. Ince - cortometraggio (1911)
- The Restoration, regia di Fred J. Balshofer - cortometraggio (1912)
- The Colonel's Ward, regia di Thomas H. Ince - cortometraggio (1912)
- When Lee Surrenders, regia di Thomas H. Ince - cortometraggio (1912)
- The Battle of Gettysburg, regia di Charles Giblyn, Thomas H. Ince (1913)
- The Gambler's Pal, regia di Burton L. King - cortometraggio (1913)
- Days of '49, regia di Thomas H. Ince - cortometraggio (1913)
- The Cup of Life, regia di Thomas H. Ince, Raymond B. West (1915)
- The Darkening Trail, regia di William S. Hart (1915)
- The Soul of Phyra, regia di Charles Swickard - cortometraggio (1915)
- The Floating Death, regia di Richard Stanton - cortometraggio (1915)
- The Mating, regia di Raymond B. West (1915)
- The Living Wage, regia di Richard Stanton - cortometraggio (1915)
- The Iron Strain, regia di Reginald Barker (1915)
- Between Men, regia di William S. Hart (1915)
- Aloha Oe, regia di Richard Stanton, Charles Swickard e (non accreditato) Gilbert P. Hamilton (1915)
- The Despoiler, regia di Reginald Barker
- Civilization, regia di Reginald Barker, Thomas H. Ince e Raymond B. West (1916)
- The Conqueror, regia di Reginald Barker (1916)
- The No-Good Guy, regia di Walter Edwards (1916)
- Lieutenant Danny, U.S.A., regia di Walter Edwards (1916)
- Jim Grimsby's Boy, regia di Reginald Barker (1916)
- The Devil's Double, regia di William S. Hart (1916)
- The Female of the Species, regia di Raymond B. West - cortometraggio (1916)
- Shell 43 (o Shell Forty-Three), regia di Reginald Barker (1916)
- Passato sanguigno (Blood Will Tell'), regia di Charles Miller (1917)
- La città nuda (The Naked City), regia di Jules Dassin (1948)